# Labyrinthomyces
Labyrinthomyces är ett släkte av svampar. Labyrinthomyces ingår i familjen Tuberaceae, ordningen skålsvampar, klassen Pezizomycetes, divisionen sporsäcksvampar och riket svampar.
|                 | Tuber                                       |
|                 |                                             |
|                 | Choiromyces                                 |
|                 |                                             |
|                 | Loculotuber                                 |
|                 |                                             |
|                 | Reddellomyces                               |
|                 |                                             |
|                 | Dingleya                                    |
|                 |                                             |
|                 | Paradoxa                                    |
|                 |                                             |
| Labyrinthomyces | \| \| Labyrinthomyces steenisii \| \| \| \| |
|                 | \| \| Labyrinthomyces steenisii \| \| \| \| |
|                 | Labyrinthomyces steenisii                   |
|                 |                                             |

|  | Labyrinthomyces steenisii |
|  |                           |